# قرص کوچک دندانه‌دار
قرص کوچک دندانه‌دار (به انگلیسی: Jagged Little Pill) آلبومی از هنرمند اهل کانادا آلانیس موریست است که در سال ۱۹۹۵ میلادی منتشر شد.